# Gregor Piatigorsky

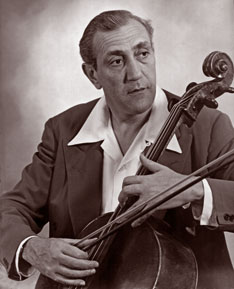
Gregor Piatigorsky in 1945

Gregor Piatigorsky (oorspronkelijk Oekraïens: Григорій Павлович Пятеґорский, Grigori Pavlovitsj Pjatigorski) (17 april 1903, Jekaterinoslav – 6 augustus 1976, Los Angeles) was een Oekraïens cellist en incidenteel componist die later de Amerikaanse nationaliteit verwierf.

## Levensloop
Piatigorsky (zijn vrienden noemden hem "Grisha") werd geboren te Jekaterinoslav (hedendaags Dnipro) en studeerde viool en piano bij zijn vader. Na het horen van het geluid van de cello besloot hij cellist te worden. Zijn allereerste cello fröbelde hij zelf in elkaar; een echte ontving hij toen hij zeven was.
Piatigorsky won een beurs voor het Moskou Conservatorium. Met het spelen van cello in lokale cafés verdiende hij geld voor zijn familie.
De Russische Revolutie vond plaats toen Piatigorsky 13 was. Kort hierop zou hij meespelen in het Leninkwartet. Op 15-jarige leeftijd werd hij aangesteld als eerste cellist van het Bolsjojtheater.
De Russische autoriteiten lieten het niet toe dat het wonderkind Piatigorsky naar het buitenland zou vertrekken om aldaar verder te studeren. Daarom vluchtte hij op een veetransporttrein naar Polen met een groep artiesten. In zijn dagboek schreef Piatigorsky over deze reis dat hun wagon door grenswachters werd beschoten. Een obese sopraan zou Piatigorsky's cello voor zich hebben gehouden om de kogels op te vangen. De cello zou het enige slachtoffer zijn geweest.
Op 18-jarige leeftijd studeerde hij kort in Berlijn en Leipzig bij Hugo Becker en Julius Klengel. Hij speelde in een trio in een Russisch café om in zijn levensonderhoud te voorzien. Hier werd hij ontdekt door Wilhelm Furtwängler. Furtwängler schakelde Piatigorsky als eerste cellist in voor de Berliner Philharmoniker. 
In 1929 bezocht Piatigorsky voor het eerst Amerika. Hij speelde daar in het Philadelphia Orchestra onder leiding van Leopold Stokowski en de New York Philharmonic onder Willem Mengelberg. In Ann Arbor, Michigan trad hij in het huwelijk met Jacqueline de Rothschild, dochter van Édouard Alphonse de Rothschild van de welvarende Rothschild-bankiersfamilie uit Frankrijk. Na hun terugkeer in Frankrijk kregen de twee hun eerste kind, Jephta. Door de Tweede Wereldoorlog zag de familie zich genoodzaakt naar Elizabethtown in het Adirondackgebergte te vluchten. Hier werd hun zoon Joram geboren in 1940.
In Amerika speelde Piatigorsky privé veel kamermuziek met Jascha Heifetz, Leonard Pennario en Nathan Milstein. In Amerika doceerde Piatigorsky aan verschillende universiteiten en conservatoria. Piatigorsky overleed aan longkanker in Los Angeles.

## Spel
Piatigorsky bezat twee Stradivari, de "Batta" en de "Baudiot". Piatigorsky's speelstijl was zeer intens en gepassioneerd met uitgebreid portato en vibrato. Piatigorsky's doel was dan ook de maximale expressie uit een stuk te halen. De toenmalig hedendaagse componisten droegen werken aan hem op. Zo droegen onder andere Sergej Prokofjev, Paul Hindemith en William Walton hun celloconcert aan hem op. Met Igor Stravinsky schreef hij een bewerking van de Suite Italienne voor cello en piano. Piatigorsky zelf schreef ook nog tal van cellotranscripties van werken van Skrjabin en Prokofjev, maar ook van Paganini's 24 caprices.
- Bibsys: 3032807
- Biblioteca Nacional de España: XX854533
- Bibliothèque nationale de France: cb13898456g (data)
- CiNii: DA05063110
- Gemeinsame Normdatei: 118594168
- International Standard Name Identifier: 0000 0001 0896 4371
- Library of Congress Control Number: n81081002
- Nationale Bibliotheek van Letland: 000313553
- MusicBrainz: 98af165c-cdf5-4033-8c72-c0189d46cdd1
- Bibliotheek van het Japanse parlement: 00452760
- Nationale Bibliotheek van Tsjechië: mzk2010598076
- Nationale Bibliotheek van Israël: 987007312995205171
- Nederlandse Thesaurus van Auteursnamen: 072617160
- LIBRIS: 306504
- SNAC: w6q24ddw
- Système universitaire de documentation: 085188980
- Trove: 1051095
- Virtual International Authority File: 46947379
- WorldCat: E39PBJmP6mqmXh8rPkYgdPk4bd